# Нидерланды на зимних Олимпийских играх 1988
Нидерланды принимала участие в Зимних Олимпийских играх 1988 года в Калгари (Канада) в тринадцатый раз за свою историю, и завоевала две серебряные, три золотые две бронзовые медали. 
| Нидерланды на олимпиаде 1988 года в Калгари | Нидерланды на олимпиаде 1988 года в Калгари | Нидерланды на олимпиаде 1988 года в Калгари | Нидерланды на олимпиаде 1988 года в Калгари | Нидерланды на олимпиаде 1988 года в Калгари |
| Медали                                      | Спортсмены                                  | Вид спорта                                  | Дисциплина                                  | Результат                                   |
| ------------------------------------------- | ------------------------------------------- | ------------------------------------------- | ------------------------------------------- | ------------------------------------------- |
| Золото                                      | Ивонн ван Геннип                            | Конькобежный спорт                          | 1 500 метров, женщины                       | 2.00,68                                     |
| Золото                                      | Ивонн ван Геннип                            | Конькобежный спорт                          | 3 000 метров, женщины                       | 4.11,94 (VR)                                |
| Золото                                      | Ивонн ван Геннип                            | Конькобежный спорт                          | 5 000 метров, женщины                       | 7.14,13 (VR)                                |
| Серебро                                     | Лео Виссер                                  | Конькобежный спорт                          | 5 000 метров, мужчины                       | 6.44,98                                     |
| Серебро                                     | Ян Йкема                                    | Конькобежный спорт                          | 500 метров, мужчины                         | 36,76                                       |
| Бронза                                      | Герард Кемкерс                              | Конькобежный спорт                          | 5 000 метров, мужчины                       | 6.45,92                                     |
| Бронза                                      | Лео Виссер                                  | Конькобежный спорт                          | 10 000 метров, мужчины                      | 14.00,55                                    |

## Состав олимпийской сборной Нидерландов

#### Конькобежный спорт
Спортсменов —
Женщины
| Соревнование | Спортсмены      | Результат | Место |
| ------------ | --------------- | --------- | ----- |
| 500 метров   | Кристине Афтинк | 41,22     | 17    |
| 1000 метров  | Кристине Афтинк | 1:21,63   | 12    |